# Bunker (Missouri)
Bunker è un comune degli Stati Uniti d'America, situato nello Stato del Missouri, diviso tra la contea di Reynolds e la contea di Dent.